# 白い闇 (ROUAGEの曲)
「白い闇」（しろいやみ）は、ROUAGEのメジャー3枚目のシングル。1997年1月15日発売。マーキュリー・ミュージックエンタテインメント（現・ユニバーサルミュージック）よりリリース。

## 解説
- TBS系列『COUNT DOWN TV』エンディングテーマ。
- 4万枚以上を売り上げ、彼らのシングルとしては最も高いセールスを記録した。
- YUKIが正式メンバーとして関わった、唯一の作品である。

## 収録曲
1. 白い闇
  - 作詞:KAZUSHI/作曲:SHONO/編曲:ROUAGE+AKIRA NISHIHIRA
2. カーニバル
  - 作詞:KAZUSHI/作曲:RAYZI/編曲:ROUAGE+AKIRA NISHIHIRA

## 他のアーティストによるカバー
| 曲名   | 発売日         | アーティスト | 収録作品                                                                     | 備考 |
| ------ | -------------- | ------------ | ---------------------------------------------------------------------------- | ---- |
| 白い闇 | 2011年11月23日 | OZ           | カバーコンピレーションアルバム『CRUSH!2 -90's V-Rock best hit cover songs-』 |      |